# Jean-Claude Duvalier
Pour les articles homonymes, voir Duvalier.
Jean-Claude Duvalier, dit « Baby Doc » ou « Bébé Doc », né le 3 juillet 1951 à Port-au-Prince et mort à Pétion-Ville le 4 octobre 2014, est un homme politique haïtien qui fut président de la république d'Haïti de 1971 à 1986. 
Fils du Dr François Duvalier, dit « Papa Doc », il succède à son père à la tête du pays comme titulaire « à vie » du poste à la suite du référendum constitutionnel. Durant sa prise de pouvoir, le fils introduit des changements politiques par rapport au régime de son père et délègue beaucoup d'autorité à ses conseillers, bien que des milliers d'Haïtiens soient assassinés ou torturés et que des centaines de milliers quittent le pays. Alors que le pays est l'un des plus pauvres des Amériques, il maintient un train de vie fastueux, incluant un mariage ayant coûté en 1980 deux millions de dollars américains, et accumule des millions de dollars en s'impliquant dans le trafic de drogues ainsi que d'organes ou de corps d'Haïtiens morts.
Les relations entre Haïti et les États-Unis s'améliorent sous la présidence du fils Duvalier, pour plus tard se détériorer sous l'administration Carter, puis pour seulement s'améliorer sous Ronald Reagan, notamment à cause de l'anti-communisme de la famille Duvalier. Mais en 1986, il est lâché par les États-Unis alors que le mécontentement populaire contre son régime s'accroît. Confronté à la révolte, Jean-Claude Duvalier est contraint de quitter son pays et se réfugie en France.
Le 16 janvier 2011, il revient à Haïti après 25 ans d'exil en déclarant qu'il revient « pour aider le peuple haïtien ». Le jour suivant, il est arrêté par la police haïtienne, faisant face à de possibles accusations de détournement de fonds. Le 18 janvier, Duvalier est accusé de corruption. Il lui est interdit de quitter le pays en attendant son procès à Port-au-Prince. Après trois refus de comparaître, il se présente pour la première fois devant la cour d'appel de Port-au-Prince le 28 février 2013. En février 2014, la cour d'appel décide finalement qu'il peut être jugé pour « crimes contre l'humanité », estimant les faits « imprescriptibles ». Mais en octobre de la même année il meurt d'une crise cardiaque sans avoir pu être jugé.

## Jeunesse et formation
Jean-Claude Duvalier est né à Port-au-Prince et reçoit une formation atypique. Il entre au Nouveau College Bird puis au Saint-Louis de Gonzague. Il étudie ensuite le droit à l'université d'État d'Haïti, auprès de plusieurs professeurs dont l'avocat Gérard Gourgue.

## Accession au pouvoir

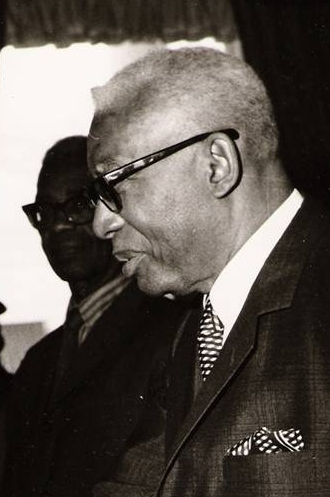
François Duvalier, surnommé « Papa Doc », président à vie héréditaire d'Haïti.

En avril 1971, à l'âge de 19 ans, à la mort de son père, le Dr François Duvalier (surnommé « Papa Doc »), il devient président à vie héréditaire d'Haïti, devenant ainsi le plus jeune chef d'État au monde. Initialement, Jean-Claude Duvalier résiste à l'arrangement dynastique qui l'a fait leader d'Haïti, préférant que le pouvoir revienne à sa sœur ainée, Marie-Denise Duvalier. Il laisse le côté administratif de la fonction sous la direction de sa mère, Simone Ovide, et d'un comité mené par Luckner Cambronne, le ministre de l'Intérieur de son père. Il se contente de participer à des cérémonies officielles et de mener une vie de playboy.
Sa dictature est marquée dans les premières années par une volonté de détente et d'apaisement, « Baby Doc » donnant quelques gages de bonne volonté démocratique. Il rétablit les relations du pays avec les États-Unis et la République dominicaine, et son mandat voit la reprise de l'aide internationale à destination d'Haïti. Jean-Claude Duvalier détient un pouvoir quasi-absolu que lui attribue la constitution. Il commence petit à petit à entamer des réformes du régime politique de son père, en libérant des prisonniers politiques et en relâchant la censure sur la presse. Cependant, il n'y a pas de changements radicaux, ni en profondeur. L'opposition n'y est pas tolérée et le régime reste autoritaire.
La plupart de la richesse de la famille Duvalier provient de la Régie de Tabac (Tobacco Administration). Les Duvalier, par une loi permettant d'utiliser un « compte non-fiscal » établi des décennies plus tôt, créent un monopole du tabac. Cette procédure est par la suite appliquée à d'autres entreprises gouvernementales qui servent de caisse noire et sur lesquelles aucun bilan n'est trouvé.
En négligeant son rôle de gérant des affaires politiques, Duvalier favorise l'intrusion dans les affaires de l’État d'intérêts provenant de lobbies du pays, mais aussi de l'étranger. Il facilite ainsi la domination dans les affaires haïtiennes d'une clique liée à la faction dure des duvaliéristes de son père ; ils sont surnommés « les dinosaures ».
Les officiels étrangers et autres observateurs considèrent « Baby Doc » plus respectueux des droits de l'homme, et les pays étrangers sont plus généreux dans leurs aides économiques envers Haïti. L'administration Nixon rouvre le programme US Aid en 1971. Mais dès la fin des années 1970, Duvalier revient à des méthodes de gouvernement plus répressives, et bâillonne à nouveau la presse.
Durant ses déplacements officiels, il a pour habitude de jeter des liasses de billets par les fenêtres de sa voiture aux personnes venues l'acclamer.

## Mariage
Le 27 mai 1980, il se marie avec Michèle Bennett, une jeune métisse de la haute bourgeoisie haïtienne, avec qui il aura deux enfants. Son premier mari est le fils d'un officier bien connu qui avait mené une tentative de coup d’État contre Papa Doc Duvalier.
Jean-Claude a le teint assez pâle. Son père avait soutenu la classe moyenne noire et avait suscité l'antipathie de l'élite à peaux plus claires. Cette démagogie fonctionnait auprès du peuple noir. Avec ce mariage, Jean-Claude semble abandonner cette politique informelle que son père s'était évertué à créer.

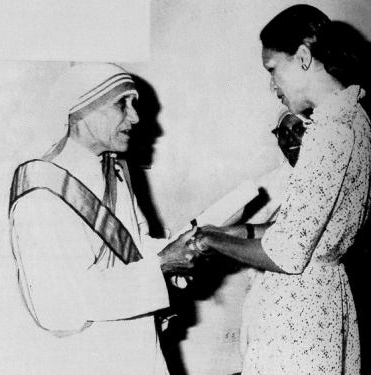
Rencontre entre Mère Teresa et la première dame d'Haïti, Michèle Bennett-Duvalier.

Par l'extravagance du mariage du couple, au coût de deux millions de dollars américains d'alors, le pouvoir continue de s'aliéner le reste de la population. Le mécontentement entre la communauté des affaires et celle des élites s'intensifie avec l'augmentation de la corruption, d'autant plus que les affaires des Bennett incluent la vente de cadavres d'Haïtiens à des écoles médicales étrangères et le trafic de drogue. L'augmentation de la répression politique ajoute à la volatilité de la situation.
Ce mariage est aussi perçu de manière étrange par la vieille garde des duvaliéristes. La garde personnelle de Jean-Claude est constituée de jeunes technocrates incluant Jean-Marie Chanoine, Frantz Merceron, Frantz-Robert Monde et Théo Achille. La leader spirituelle des duvaliéristes, la mère de Jean-Claude, « Maman Simone », est expulsée de Haïti, a priori sur la requête de Michèle Duvalier.
Le couple a deux enfants, François Nicolas et Anya.

## La chute
En 1978, en réponse à la peste porcine africaine sévissant sur l'île, les autorités agricoles américaines insistent sur la totale éradication des cochons à Haïti. The Program for the Eradication of Porcine Swine Fever and for the Development of Pig Raising, ou Programme pour l’Éradication de la Peste Porcine Africaine et pour le Développement de l’Élevage des Porcs (PEPPADEP), entraîne d'énormes pertes financières parmi la population paysanne, car l'élevage de porcs est considéré comme un investissement majeur.
Par ailleurs, des enquêtes rapportent que le sida est devenu un problème majeur à Haïti et entraîne une chute dramatique du tourisme au début des années 1980. Vers la moitié de la décennie, beaucoup d'Haïtiens expriment leur désespoir, induit par des conditions économiques désastreuses, la faim et la malnutrition qui se développent.
Le mécontentement populaire commence en mars 1983, quand le pape Jean-Paul II visite Haïti. Le pape déclare que « Quelque chose doit changer ici ». Dans son discours, il appelle à une distribution des richesses plus équitable et une structure sociale plus égalitaire. Il exprime le souhait que les élites soient plus concernées par le bien-être des masses et que la population participe plus à la vie publique. Le message revitalise le clergé local et contribue à accroître la mobilisation populaire autour des questions politiques et sociales.

Les Duvallier en route pour l'aéroport le 7 février 1986.

Une révolte éclate dans les provinces en 1985. La ville des Gonaïves est le théâtre des premières manifestations de rue, et des magasins de chaîne de grande distribution sont dévalisés. D'octobre 1985 à janvier 1986, la  révolte s'étend à six autres villes, incluant Cap-Haïtien. À la fin du mois, les Haïtiens dans le sud sont en révolte. Les révoltes les plus importantes se déroulent dans Les Cayes.
Jean-Claude Duvalier tente de faire face au mécontentement en baissant de 10 % le prix des aliments de base, en fermant les stations de radio indépendantes, en effectuant un remaniement ministériel, mais également par la répression policière et militaire. Sous la pression de la communauté internationale, il institue le poste de Premier ministre grâce à l'adoption par référendum d'une nouvelle Constitution. Ces tentatives ne freinent cependant pas l'élan de révolte populaire contre la dictature dynastique.
En janvier 1986, l'administration Reagan commence à faire pression sur Duvalier pour qu'il renonce au pouvoir et qu'il quitte Haïti. Des représentants officiels recommandés par le Premier ministre jamaïcain servent d'intermédiaires dans les négociations. Dès lors, nombre de duvaliéristes et des hommes d'affaires importants rencontrent le couple Duvalier et les pressent de partir. Les États-Unis rejettent l'asile politique pour Duvalier, mais ils leur proposent de les aider à partir. Initialement, Duvalier accepte le 30 janvier 1986 et le président Reagan annonce son départ, basé sur un rapport provenant du chef de station de la CIA en faction à Haïti, qui a vu la voiture de tête de convoi en partance pour l'aéroport. En route, il y a un échange de coups de feu et l'escorte de Duvalier fait demi-tour vers le palais présidentiel.
Le 7 février 1986, il remet le pouvoir aux mains des militaires et quitte l'île à bord d'un avion de l'US Air Force ; il atterrit à Grenoble en France. Pendant ce temps, en Haïti, les maisons de ses partisans sont pillées.
Le 8 février 1986, le nouveau gouvernement libère les prisonniers politiques et instaure un couvre-feu. La foule s'en prend au mausolée de « Papa Doc », qui est détruit à coups de pierres et à mains nues. Le cercueil est sorti, la foule danse dessus puis le met en morceaux. Elle s'empare du corps du dictateur pour le battre rituellement. Pendant cette journée, on dénombre une centaine de victimes, essentiellement des Tontons macoutes,.
Le 7 mars 1986, Jean-Claude Duvalier est assigné à résidence à Grasse (Alpes-Maritimes). Le 12 mars 1986, le substitut de Pontoise demande la mise sous séquestre de son château de Themericourt dans le Val-d'Oise.

## L'exil
Les Duvalier s'installent en France. Pendant une période, ils vivent une vie de luxe et de faste, bien que n'ayant jamais obtenu officiellement l'asile. Leurs demandes sont systématiquement rejetées par les autorités françaises. Jean-Claude perd l'essentiel de sa fortune à la suite de son divorce en 1993.
Par la suite, menant une vie apparemment modeste en exil, Duvalier continue d'avoir des partisans qui créent « la Fondation François Duvalier » en 2006, visant à promouvoir les aspects positifs de sa présidence. Cette fondation inclut la création d'institutions d'État pour améliorer l'accès à l'éducation pour la majorité noire du pays.
Il s'était exilé avec une fortune estimée à 900 millions de dollars US, extraite des caisses de l'État haïtien, soit une somme alors supérieure à la dette externe du pays. Malgré des demandes répétées, il n'est jamais livré à la justice de son pays. La famille Duvalier a pourtant détourné à son profit 80 % de l'aide économique versée à Haïti, mais elle sait user de sa position d'alliée pour ses amis occidentaux dans la lutte contre le « péril communiste ».
Un citoyen français, Jacques Samyn, fait un procès pour expulser Duvalier comme immigrant illégal. En 1998, un photographe haïtien, Gérald Bloncourt, forme un comité à Paris pour obtenir le procès de Duvalier. À cette époque, le ministre de l'Intérieur français dit ne pas pouvoir vérifier si Duvalier est encore dans le pays à cause de la mise en application de la Convention de Schengen qui abolit les frontières intérieures des pays signataires. Cependant, l'avocat de Duvalier, Sauveur Vaisse, explique que son client est encore en France et nie avoir des difficultés financières.
En 2004, Global Transparency Report liste Duvalier comme un des leaders politiques les plus corrompus. Il est sur la liste entre Slobodan Milošević et Alberto Fujimori. Le rapport estime qu'il a amassé une somme entre 300 millions et 800 millions de dollars.
La même année, après la démission du président Jean-Bertrand Aristide, il annonce son intention de rentrer en Haïti et de s'y présenter à l'élection présidentielle de 2006 pour le Parti National Uni, annonce qui reste sans suite.
En 2005, son statut passe de sans-papier à situation illégale en France à titulaire d'un passeport diplomatique haïtien. Il est alors libre de ses mouvements en toute légalité.
Les 22-23 septembre 2007, Duvalier adresse une allocution aux Haïtiens à la radio. Bien qu'il se déclare « brisé » par l'exil, il dit aussi qu'il est « revigoré » par le succès aux élections du Parti national uni et qu'il a hâte d'être parmi ses partisans, sans pour autant affirmer son désir de retour à Haïti. Le président René Préval rejette les excuses de Duvalier et affirme que Duvalier est libre par la constitution de retourner à Haïti. Il devra quand même faire face à un procès s'il revenait. Son allocution radio est donnée à la fois en français et en créole haïtien, langue parlée par la majorité des Haïtiens.

## Le retour d'exil

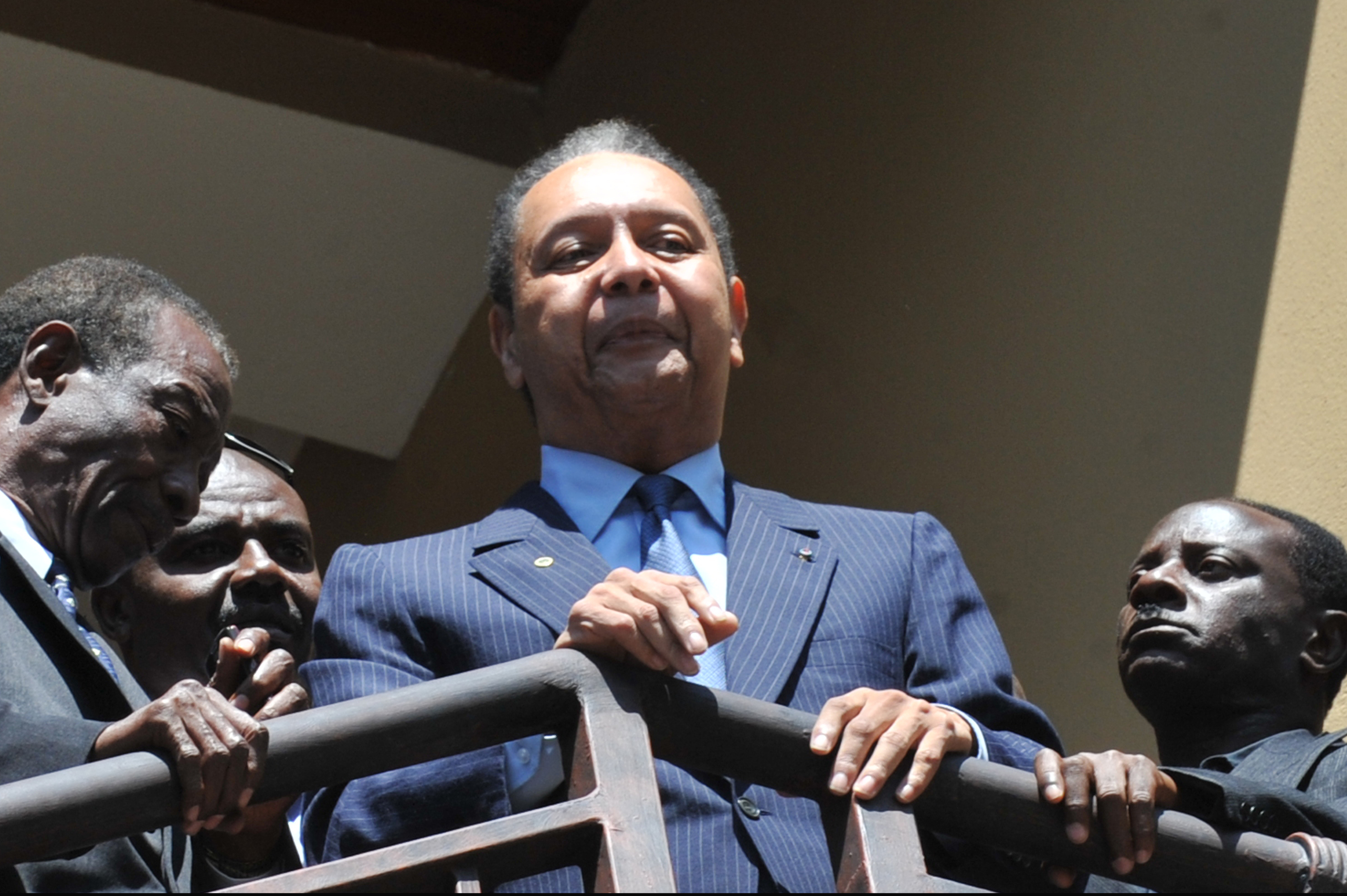
Jean-Claude Duvalier, au centre, le 19 janvier 2011 à Port-au-Prince.

Le 16 janvier 2011, il embarque dans un avion d'Air France et rentre en Haïti après 25 ans d'exil, en compagnie de sa femme Véronique Roy. Il atterrit à Port-au-Prince et déclare aux journalistes qu'il revient « pour aider le peuple haïtien ».
En Haïti, des experts et des militants des droits de l'Homme estiment que ce retour était en réalité lié à une loi suisse qui doit entrer en vigueur le 1er février : la loi sur la restitution des avoirs illicites, surnommée « lex Duvalier » ou « loi Duvalier », qui inverse la charge de la preuve,. Celle-ci permettra à la confédération de restituer un compte bloqué de 4 millions de dollars au gouvernement d'Haïti, même sans demande officielle des autorités judiciaires de ce pays. En retournant sur l'île, Duvalier aurait souhaité démontrer que l'absence de poursuites n'était pas due à sa fuite du pays mais au fait qu'on n'y avait rien à lui reprocher et que donc ce compte bloqué lui appartenait légitimement.
Le 18 janvier, il est interpellé dans son hôtel puis auditionné au palais de justice, avant d'être remis en liberté avec interdiction de quitter le pays. Jean-Claude Duvalier, tenu responsable par des organisations internationales de défense des droits de l'Homme de la mort de milliers d'opposants sous sa présidence (1971 - 1986) est, en outre, accusé par les autorités d'Haïti de plus de 100 millions de dollars de détournements de fonds, d'abus de pouvoir, de vol et de corruption. Après trois refus de comparaître, il se présente pour la première fois devant la cour d'appel de Port-au-Prince le 28 février 2013. En février 2014, une instruction supplémentaire est ouverte contre lui, pouvant aboutir à une mise en examen pour crimes contre l'humanité.

## Mort
Jean-Claude Duvalier meurt le 4 octobre 2014, à 63 ans, à Pétion-Ville (dans les hauteurs de Port-au-Prince) d'une crise cardiaque. Il n'a donc jamais été jugé pour ses crimes. Par respect pour les victimes des Duvalier, Jean-Claude Duvalier n'a pas de funérailles nationales,.

## Sources
- (en) Cet article est partiellement ou en totalité issu de l’article de Wikipédia en anglais intitulé « Jean-Claude Duvalier » (voir la liste des auteurs).